# Happiness Is the Road
Happiness Is the Road — piętnasty album studyjny zespołu Marillion. Został wydany 20 października 2008 roku. Album jest dwupłytowy, składa się z części Essence oraz The Hard Shoulder. Oba wydawnictwa można nabyć razem jak i osobno. 

1 października światło dzienne ujrzał singel – Whatever is Wrong with You, który promuje album.

## Lista utworów

### Essence
1. "Dreamy Street" (1:56)
2. "This Train Is My Life" (4:45)
3. "Essence" (6:24)
4. "Wrapped Up In Time" (5:00)
5. "Liquidity" (2:06)
6. "Nothing Fills The Hole" (3:18)
7. "Woke Up" (3:34)
8. "Trap The Spark" (5:36)
9. "A State Of Mind" (4:28)
10. "Happiness Is The Road" (10:00)
11. pusty ’’utwór’’ (blank track) — cisza trwająca 1:58
12. "Half Full Jam" (ukryty utwór bonusowy, nie wyszczególniony na liście na okładce) (6:46)

### The Hard Shoulder
1. "Thunder Fly" (6:19)
2. "The Man From The Planet Marzipan" (7:50)
3. "Asylum Satellite #1" (9:27)
4. "Older Than Me" (3:07)
5. "Throw Me Out" (3:56)
6. "Half The World" (5:03)
7. "Whatever Is Wrong With You" (4:12)
8. "Especially True" (4:32)
9. "Real Tears For Sale" (7:34)

## Single
- "Whatever is Wrong with You"

## Twórcy
- Steve Hogarth – śpiew, instrumenty klawiszowe
- Steve Rothery – gitary
- Pete Trewavas – gitara basowa
- Mark Kelly – instrumenty klawiszowe
- Ian Mosley – perkusja